# Dendroarabis fruticulosa
Dendroarabis es un género monotípico de plantas fanerógamas, de la familia Brassicaceae. Su única especie, Dendroarabis fruticulosa, es nativa de  Asia Occidental.

## Taxonomía
Dendroarabis fruticulosa fue descrita por (C.A.Mey.) D.A.German & Al-Shehbaz  y publicado en Harvard Papers in Botany 13(2): 290. 2008.
Sinonimia
- Arabis fruticulosa C.A.Mey.
- Arabis fruticulosa var. albescens N. Busch
- Erysimum frutescens Kuntze
- Koeiea altimurana Rech. f.
- Rhammatophyllum fruticulosum (C.A. Mey.) Al-Shehbaz[3]